# William B. Bate

William Brimage Bate

William Brimage Bate (* 7. Oktober 1826 in Bledsoe's Lick, Tennessee; † 9. März 1905 in Washington, D.C.) war ein US-amerikanischer Politiker und Generalmajor im konföderierten Heer.

## Jugend und politischer Aufstieg
In seiner Jugend verdiente er sich sein Geld als Bootsjunge auf dem Mississippi auf einem Schiff namens „Saladin“, das zwischen Nashville, Tennessee und New Orleans, Louisiana verkehrte. Während des Mexikanisch-Amerikanischen Krieges trat Bate als einfacher Soldat in die United States Army ein und war bei dessen Ende zum Leutnant aufgestiegen. Danach verließ er das Heer und kehrte auf die Farm seiner Familie im Sumner County, Tennessee zurück. In diesem Bezirk gab er eine der Demokratischen Partei nahestehende Zeitung heraus. 1849 wurde er in das Parlament von Tennessee gewählt. Parallel dazu studierte er an der Cumberland Law School Jura und wurde 1852 als Anwalt zugelassen. Anschließend arbeitete er als Rechtsanwalt und später als Bezirksstaatsanwalt.

## Bürgerkrieg
Bate war ein entschiedener Anhänger der Sezession. Bei Ausbruch des Bürgerkriegs trat er in die konföderierte Heer ein und wurde bald zum Kommandeur des 2. Tennessee-Infanterieregiments ernannt. In der Schlacht bei Shiloh am 6. und 7. April 1862 wurde er mehrfach verwundet. Nachdem er dadurch mehrere Monate außer Gefecht gesetzt war, wurde er bei seiner Rückkehr in den aktiven Dienst im Oktober 1862 zum Brigadegeneral befördert. Bei Kriegsende hatte er den Rang eines Generalmajors und war dreimal verwundet worden.

## Politische Karriere nach dem Bürgerkrieg
Nach seiner Rückkehr in das zivile Leben praktizierte er als Anwalt und betätigte sich weiterhin in der Politik. Er schloss sich dem konservativen Bourbon-Flügel der Demokraten an und stieg bald in die Führungsriege der Partei in Tennessee auf. 1882 und 1884 wurde er zum Gouverneur seines Staates gewählt. In seiner Amtszeit von 1883 bis 1887 schaffte es Bate, die Staatsverschuldung zu reduzieren. Er schuf ein verbessertes Steuersystem, setzte sich für eine bessere Finanzierung der Bildungspolitik ein und gründete einen Eisenbahnausschuss. 1886 wurde er in den US-Senat gewählt. Dort diente er bis zu seinem Tod am 9. März 1905. Er war Vorsitzender der Senatsausschüsse zur Regulierung des Mississippi und seiner Nebenflüsse und für Gesundheit. Bate setzte sich für die Aufnahme der zukünftigen Staaten Arizona, New Mexico und Oklahoma in die Union ein.